# Ivan Kardum
Ivan Kardum est un footballeur croate, né le 18 juillet 1987 à Osijek. Il évolue au poste de gardien de but dans le club lituanien de Sūduva Marijampolė.

## Biographie

### En club
En janvier 2012, il s'engage avec Austria Vienne en tant que troisième gardien.

### En équipe nationale
Il compte une dizaine de sélections avec les U18 et U19 croates. 

## Palmarès
- Championnat de Lituanie : 2017